# El cochecito - La vetturetta
El cochecito - La carrozzella è un film del 1960 diretto da Marco Ferreri. È il terzo film da regista di Ferreri, girato in Spagna come i precedenti due.

## Trama
Don Anselmo è un anziano vedovo costretto a vivere con la famiglia del figlio avvocato. In casa si annoia e tutti lo considerano un peso. Il suo amico, don Lucas, un invalido, ha comprato una carrozzella a motore e si diverte con una compagnia di invalidi, anche loro moto-carrozzati. Don Anselmo entra in sintonia con gli amici di don Lucas, ma quando questi decidono di andare a fare una gita, si ritrova di nuovo solo, poiché nessuno è disposto a portarlo sulla sua carrozzella. Chiede allora al figlio Carlos di comprargli una carrozzina motorizzata, ma questi gli oppone un netto rifiuto. Si finge allora invalido simulando cadute e difficoltà a camminare, ma la posizione del figlio non cambia. Egli, allora, compra di nascosto la carrozzella, pagando solo un anticipo, ma il figlio cerca di restituirla al venditore. Dopo diverse preghiere, don Anselmo ottiene tre giorni per poterla pagare. Decide allora di vendere i gioielli della moglie defunta, ma il figlio scopre tutto e minaccia addirittura di fargli causa. A questo punto, per riprendersi la carrozzella, avvelena tutta la famiglia. Ma la sua felicità dura poco: verrà arrestato e incarcerato.

## Riconoscimenti
- 1960 - Mostra internazionale d'arte cinematografica di Venezia
  - Premio FIPRESCI
- 1961 - Sant Jordi Awards
  - Miglior film spagnolo
  - Miglior attore spagnolo